# Ian Browne
Ian Browne   (Melbourne, 22 de juny de 1931 - Melbourne, 24 de juny de 2023) va ser un ciclista australià que va córrer durant els anys 50 i 60 del segle xx.
Va prendre part en tres edicions dels Jocs Olímpics, el 1956, a Melbourne, el 1960, a Roma, i el 1964, a Tòquio, sempre disputant la prova de tàndem. El 1956 va guanyar una medalla d'or, fent parella amb Anthony Marchant.
El 1958 guanyà la medalla d'or als Jocs de la Commonwealth en la prova de 10 milles.